# Aspersentis johni
Aspersentis johni är en hakmaskart som först beskrevs av Bayliss 1929.  Aspersentis johni ingår i släktet Aspersentis och familjen Heteracanthocephalidae. Inga underarter finns listade i Catalogue of Life.